# Bonaloko
Bonaloko est un village du département du Nkam au Cameroun. Situé dans l'arrondissement de Yabassi, il est localisé à 6 km de Yabassi sur la piste rurale qui lie Yabassi à Nkondjock.

## Population et environnement
En 1967, le village de Bonaloko avait 102 habitants. La population de Bonaloko était de 6 habitants dont 2 hommes et 4 femmes, lors du recensement de 2005.